# Metro van Yokohama
De metro van Yokohama (Japans: 横浜市営地下鉄, Yokohama-shiei chikatetsu) is het metrosysteem van Yokohama. De industrie- en handelsstad ligt dertig kilometer ten zuidwesten van de Japanse hoofdstad aan de baai van Tokio. Samen met Tokio en vele andere steden is Yokohama vergroeid tot de grootste metropool ter wereld. Het publieke en private aanbod aan stedelijk vervoer per spoor in deze regio is groot. Het vervoersbedrijf van Yokohama exploiteert de groen en blauwe lijn. De derde en laatste lijn die vanaf station Yokohama door het stedelijke ontwikkelingsgebied Minato Mirai 21 loopt en als eindbestemming Yokohama's Chinatown kent, is in handen van het semi-overheidsbedrijf Yokohama Minatomirai Railway.

## Blauwe lijn
In de planningsfase bestond de blauwe lijn uit twee lijnen, die lijn 1 en 3 als naam zouden krijgen. Het overstapstation zou Kannai worden, waar ook overgestapt kan worden naar JR East-treinen. Later werd besloten om de lijnen samen te voegen. Als eerste opende in 1968 een vijf kilometer lang stukje van Kamiooka naar Isezaki-Chojamachi en in de dertig jaar die volgde groeide de lijn stapsgewijs aan noord- en zuidkant uit tot de huidige lengte. Van de 40 kilometer spoor liggen er ruim driekwart ondergronds.
De lijn telt in totaal 32 stations en de perrons hebben een lengte van 120 meter. De stops liggen gemiddeld 1300 meter van elkaar vandaan. De spoorwijdte van de blauwe lijn bedraagt 1435 mm en de metrotreinen worden gevoed via een derde rail (750 V). Een rit van begin- naar eindpunt duurt 66 minuten. Onderstaande tabel toont de stationsnamen (in twee schriften), onderlinge afstanden op de lijn en overstapmogelijkheden naar de trein. De andere lijnen van de metro zijn dikgedrukt weergegeven.
| Station            | Japanse stationsnaam | Cumulatieve afstand (in km) | Overstappen |
| ------------------ | -------------------- | --------------------------- | --- |
| Azamino            | あざみ野             | 0                           | Tokyu Denentoshi-lijn |
| Nakagawa           | 中川                 | 1,5                         | |
| Center Kita        | センター北           | 3,1                         | groene lijn |
| Center Minami      | センター南           | 4,0                         | groene lijn |
| Nakamachidai       | 仲町台               | 6,3                         | |
| Nippa              | 新羽                 | 8,6                         | |
| Kita Shin-yokohama | 北新横浜             | 9,6                         | |
| Shin-Yokohama      | 新横浜               | 10,9                        | Tokaido Shinkansen, Yokohama-lijn |
| Kishine-koen       | 岸根公園             | 12,5                        | |
| Katakuracho        | 片倉町               | 13,7                        | |
| Mitsuzawa kamicho  | 三ツ沢上町           | 15,6                        | |
| Mitsuzawa shimocho | 三ツ沢下町           | 16,5                        | |
| Yokohama           | 横浜                 | 17,9                        | Minatomirai-lijn, Tokaido-lijn, Yokosuka-lijn, Keihin-Tohoku & Negishi-lijn, Keikyu hoofdlijn, Tokyu Toyoko-lijn, Sagami Railway hoofdlijn |
| Takashimacho       | 高島町               | 18,8                        | |
| Sakuragicho        | 桜木町               | 20,0                        | Keihin-Tohoku & Negishi-lijn |
| Kannai             | 関内                 | 20,7                        | Keihin-Tohoku & Negishi-lijn |
| Isezakichojamachi  | 伊勢佐木長者町       | 21,4                        | |
| Bandobashi         | 阪東橋               | 22,3                        | |
| Yoshinocho         | 吉野町               | 22,8                        | |
| Maita              | 蒔田                 | 23,9                        | |
| Gumyōji            | 弘明寺               | 25,0                        | |
| Kamiooka           | 上大岡               | 26,6                        | Keikyu-hoofdlijn |
| Konanchuo          | 港南中央             | 27,7                        | |
| Kaminagaya         | 上永谷               | 29,4                        | |
| Shimonagaya        | 下永谷               | 30,7                        | |
| Maioka             | 舞岡                 | 31,4                        | |
| Totsuka            | 戸塚                 | 33,0                        | Tokaido-hoofdlijn, Yokosuka-lijn, Shonan-Shinjuku-lijn                                                                                     |
| Odoriba            | 踊場                 | 34,7                        | |
| Nakada             | 中田                 | 35,6                        | |
| Tateba             | 立場                 | 36,7                        | |
| Shimoiida          | 下飯田               | 38,8                        | |
| Shonandai          | 湘南台               | 40,4                        | Odakyu Enoshima-lijn |

## Groene lijn
De bouw van de groene lijn (of, lijn 4) startte in 2001. Volgens de oorspronkelijke planning diende de lijn ooit een ringlijn te vormen. Voorlopig is dit plan echter van de baan. De 13 kilometer lange lijn opende in maart 2008. Tussen Hiyoshi en Nakayama liggen tien stations. De spoorwijdte bedraagt 1435 mm, een bovenleiding voorziet de treinen van voeding (1500 V). Onderstaande tabel toont de stationsnamen in twee schriften, onderlinge afstanden op de lijn en mogelijke aansluiting op de trein. Hieronder staat de lijntabel.
| Station             | Japanse stationsnaam | Cumulatieve afstand (in km) | Aansluitingen            |
| ------------------- | -------------------- | --------------------------- | ------------------------ |
| Nakayama            | 中山                 | 0                           | Yokohama-lijn            |
| Kawawacho           | 川和町               | 1,7                         |                          |
| Tsuzuki-Fureainooka | 都筑ふれあいの丘     | 3,1                         |                          |
| Center-Minami       | センター南           | 4,8                         | blauwe lijn              |
| Center-Kita         | センター北           | 5,7                         | blauwe lijn              |
| Kitayamata          | 北山田               | 7,4                         |                          |
| Higashi-Yamata      | 東山田               | 8,8                         |                          |
| Takata              | 高田                 | 10,3                        |                          |
| Hiyoshi-Honcho      | 日吉本町             | 11,6                        |                          |
| Hiyoshi             | 日吉                 | 13,0                        | Toyoko-lijn, Meguro-lijn |

## Minatomirai-lijn
De Minatomirai-lijn functioneert los van de andere twee metrolijnen en wordt uitgebaat door het semi-overheidsbedrijf Yokohama Minatomirai Railway. Vandaar dat de lijn soms ook niet als onderdeel van de metro van Yokohama gezien wordt. De lijn dankt haar naam aan het gebied Minato Mirai 21 (haven van de toekomst 21), een oud havengebied dat grootschalig herontwikkeld wordt sinds de jaren tachtig. De 296 meter hoge Yokohama Landmark Tower, de hoogste wolkenkrabber van Japan, vormt het letterlijke hoogtepunt van dit deel van Yokohama. Naast veel kantoorruimte en een handelsbeurs is hier ook het Yokohama Museum of Art gevestigd en ligt een museumschip aangemeerd in de haven, de Nippon Maru (de Japan).
Na 12 jaar bouw opende de lijn begin februari 2004 met enige vertraging, veroorzaakt door technische problemen bij station Yokohama. Het spoor heeft een lengte van 4,1 kilometer, waaraan zes stations gelegen zijn. Het meeste van het traject verloopt ondergronds, enkele delen ook bovengronds. De spoorwijdte bedraag 1067 mm. De Minatomirai-treinen delen het spoor met treinen van de Tokyu Toyoko-lijn, die vanuit Tokio (Shibuya) naar station Yokohama pendelen en vervolgens een laatste stuk door Minito Mirai 21 rijden.
| Station            | Japanse stationsnaam | Cumulatieve afstand (in km) | Aansluitingen |
| ------------------ | -------------------- | --------------------------- | --- |
| Yokohama           | 横浜                 | 0                           | blauwe lijn, Tokaido-lijn, Yokosuka-lijn, Keihin-Tohoku & Negishi-lijn, Keikyu-hoofdlijn, Tokyu Toyoko-lijn, Sagami Railway-hoofdlijn |
| Shin-Takashima     | 新高島               | 0,8                         | |
| Minato Mirai       | みなとみらい         | 1,7                         | |
| Bashamichi         | 日本大通り           | 2,6                         | |
| Nihon-odori        | 日本大通り           | 3,2                         | |
| Motomachi-Chūkagai | 元町・中華街         | 4,1                         | Tokyu Toyoko-lijn |

## Toekomst
De missende lijn 2 zou volgens de planning vanaf station Kanagawa-Shimmachi via Yokohama naar Byobugaura lopen. De ideeën voor deze lijn zijn echter (vooralsnog) van tafel. De buurstad Kawasaki heeft al jaren plannen om een metro te bouwen, een optie zou zijn om een overstap tussen beide te realiseren bij treinstation Shin-Yurigaoka. Voor de blauwe lijn bestaan uitbreidingsplannen: een verlenging van het noordelijke eindpunt Azamino naar Shin-Yurigaoka (zo'n 6 kilometer hemelsbreed).

## Galerij

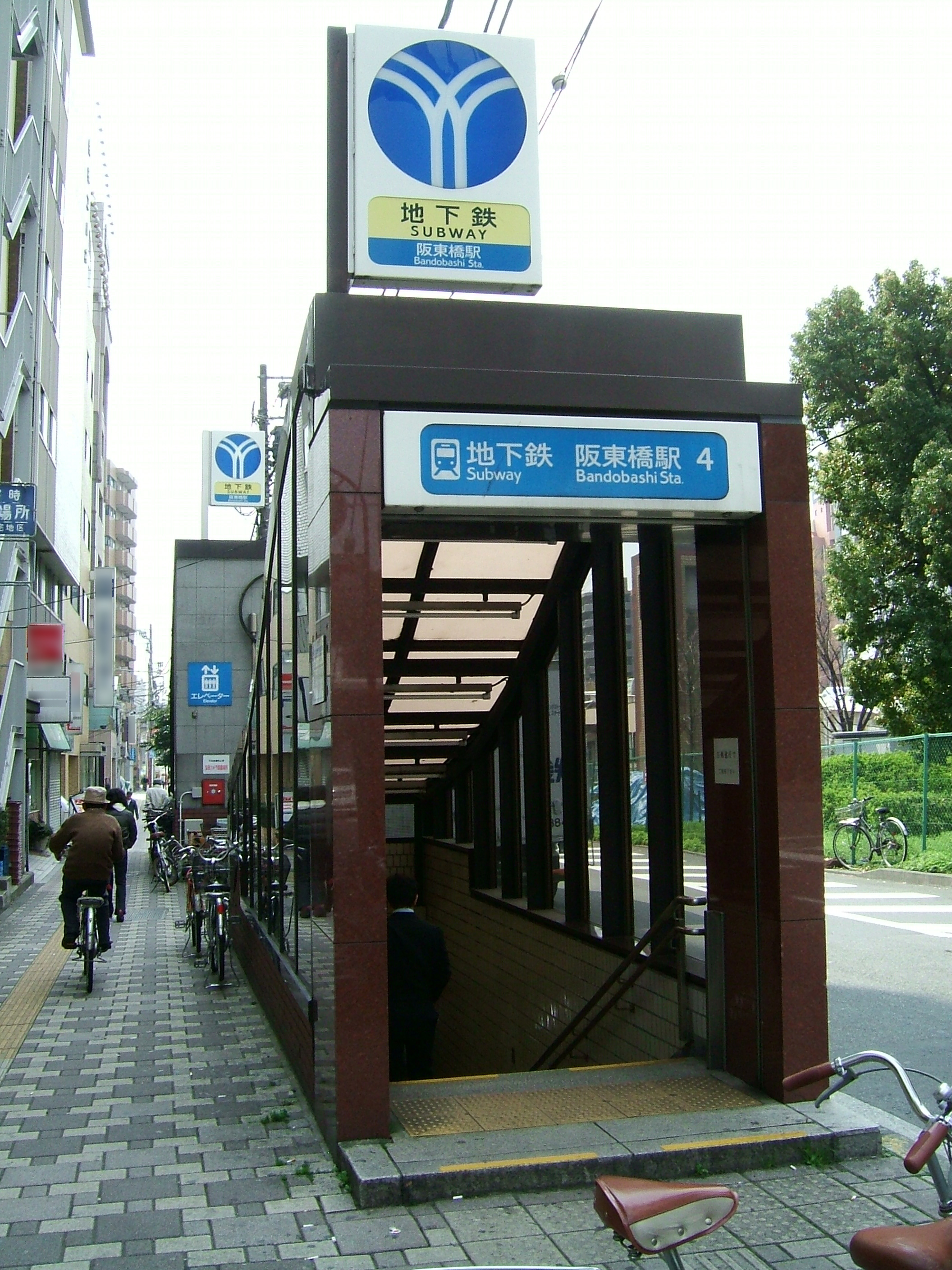
Entree van station Bandobashi (blauwe lijn)
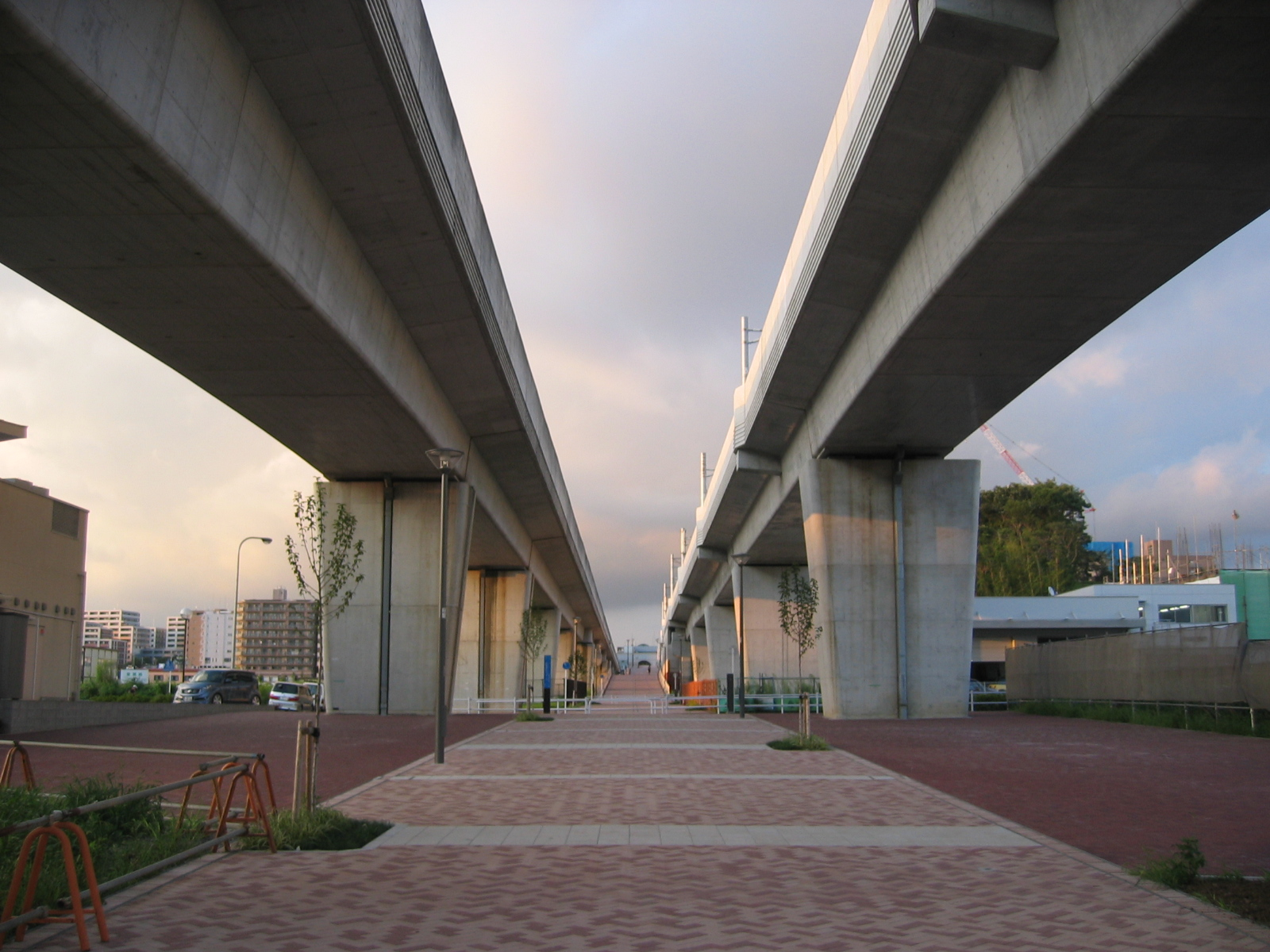
Verhoogde spoorbanen groene (l) en blauwe (r)
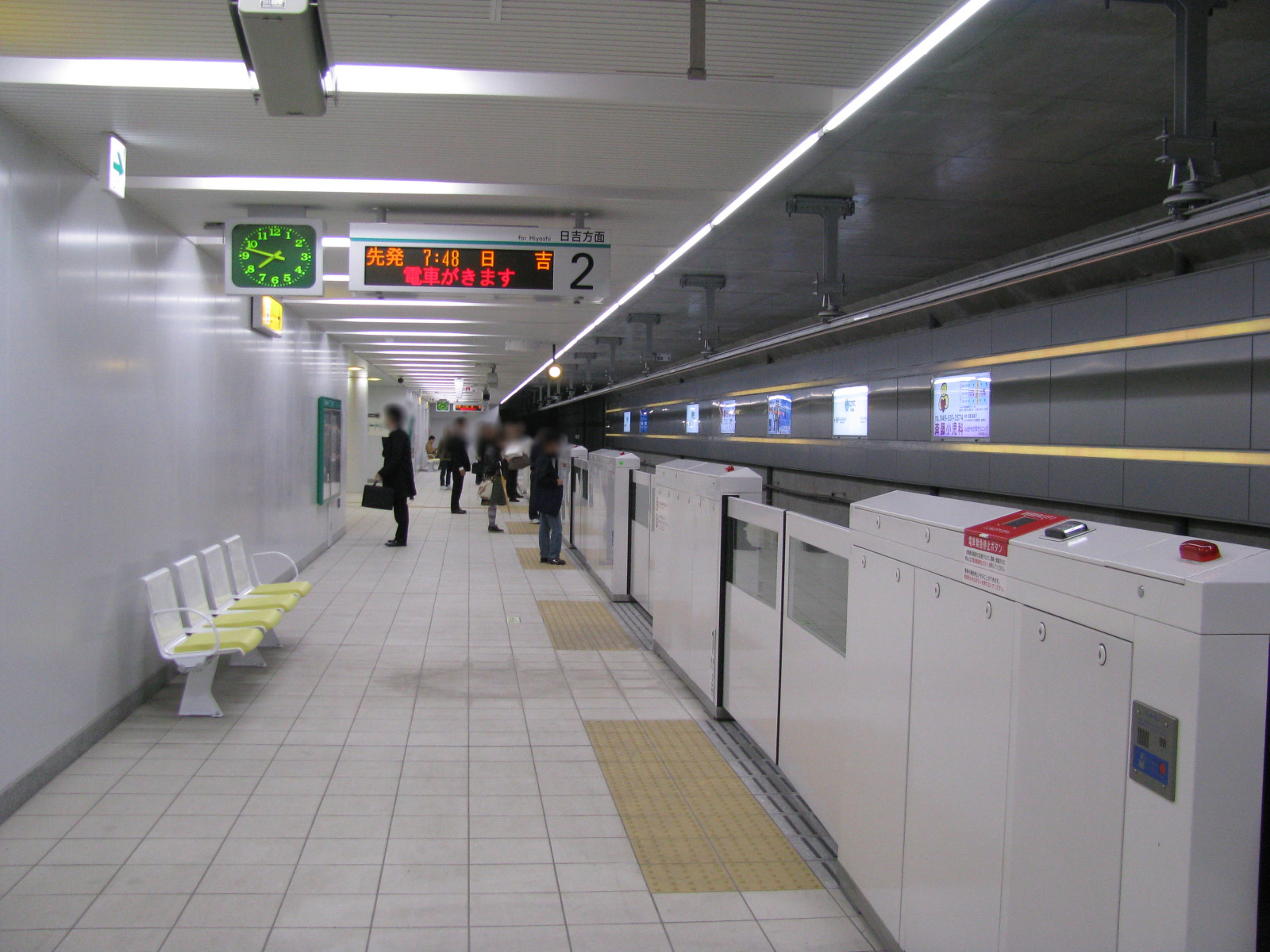
De metro heeft halfhoge platform screen doors
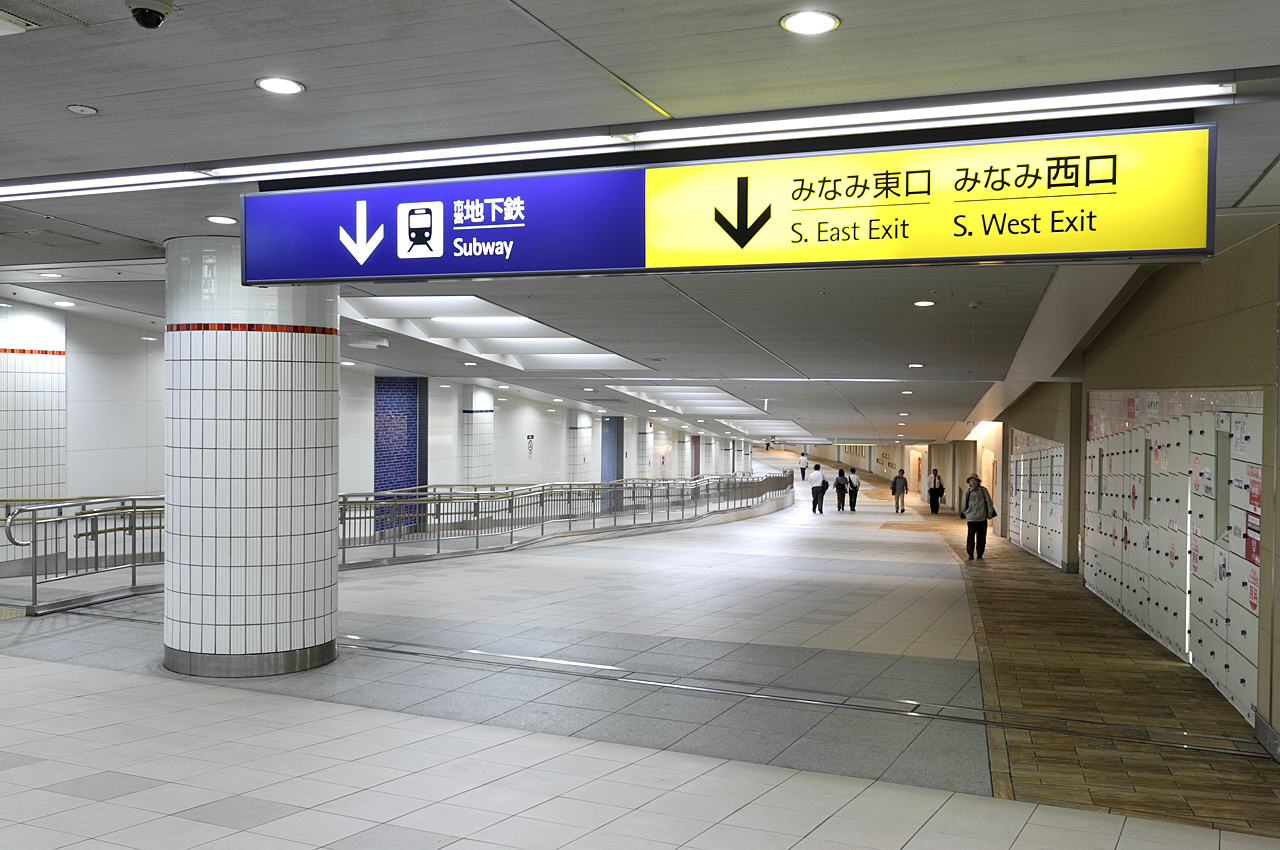
Ondergrondse passage van station Yokohoma
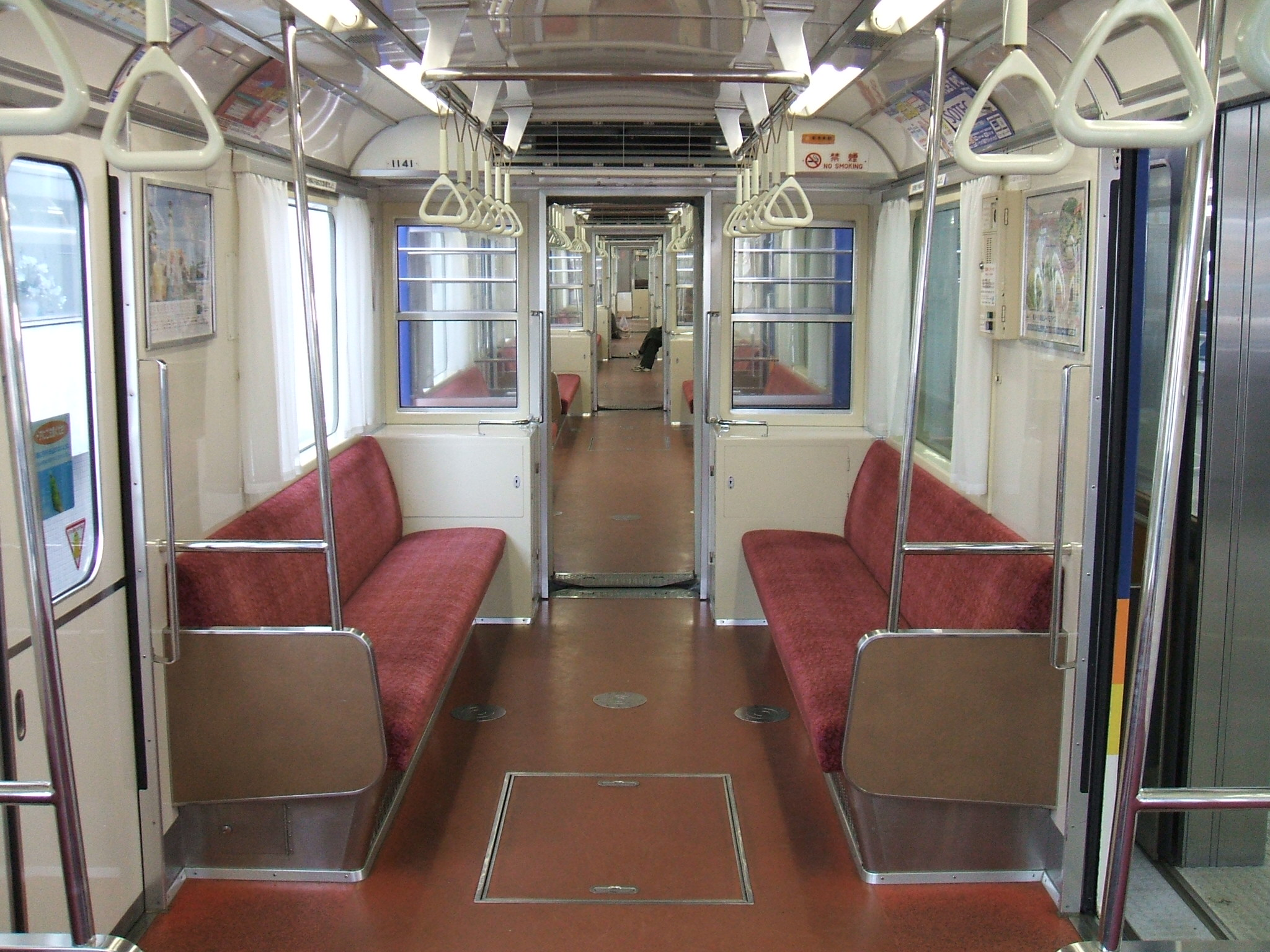
Interieur van een 1000-serie metrostel
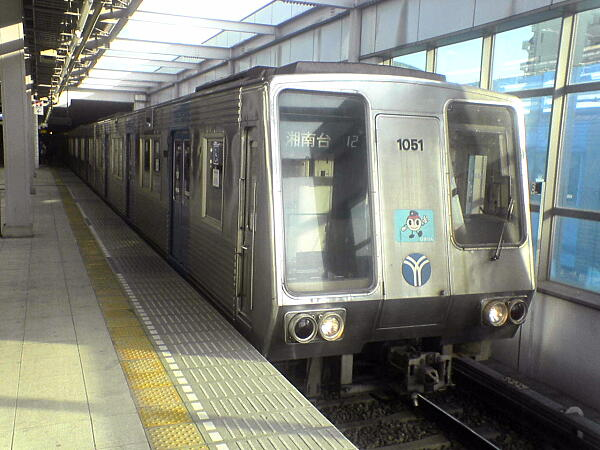
Profiel van een trein uit de oude 1000-serie
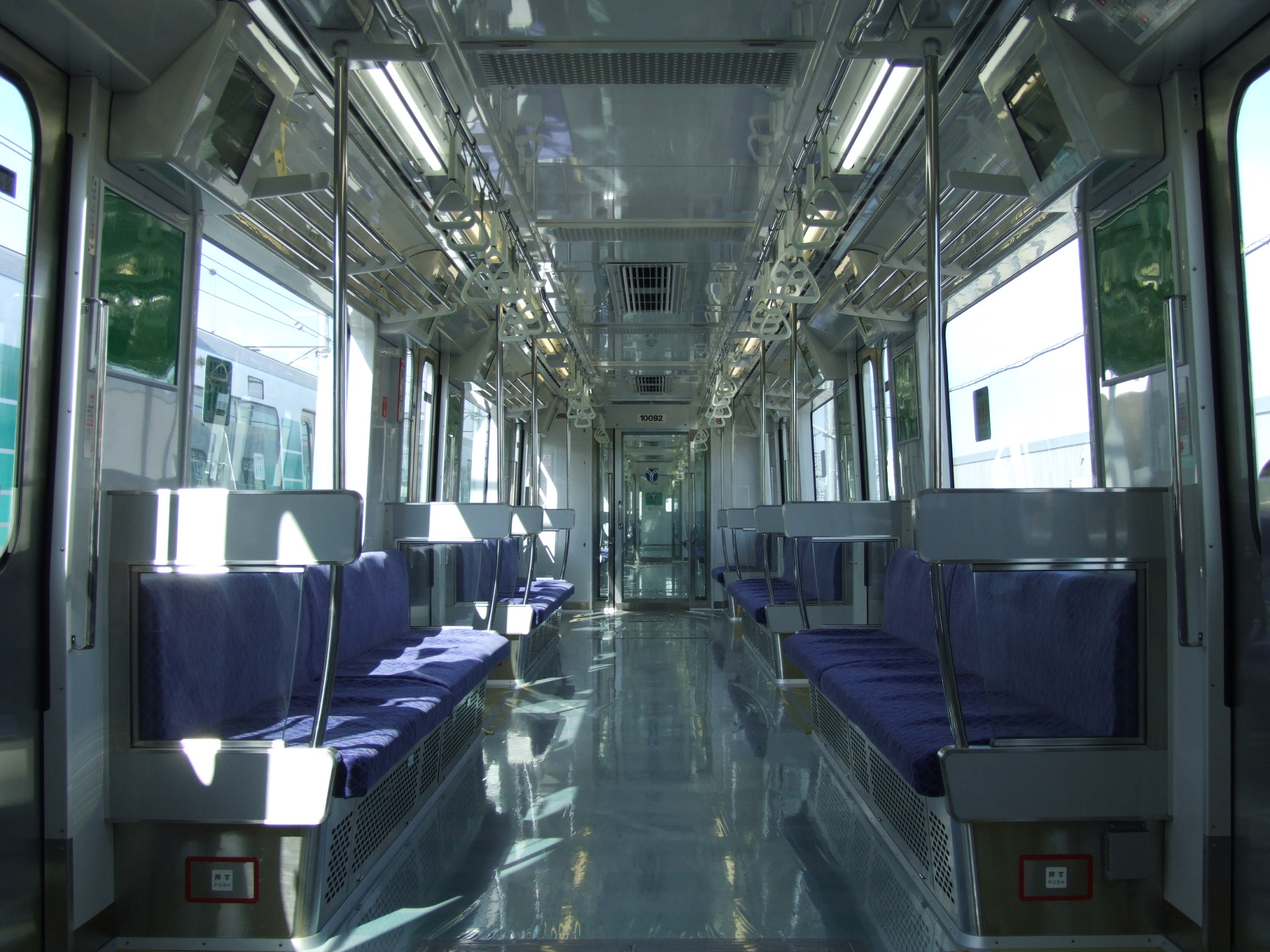
Binnenin de moderne 10000-serie
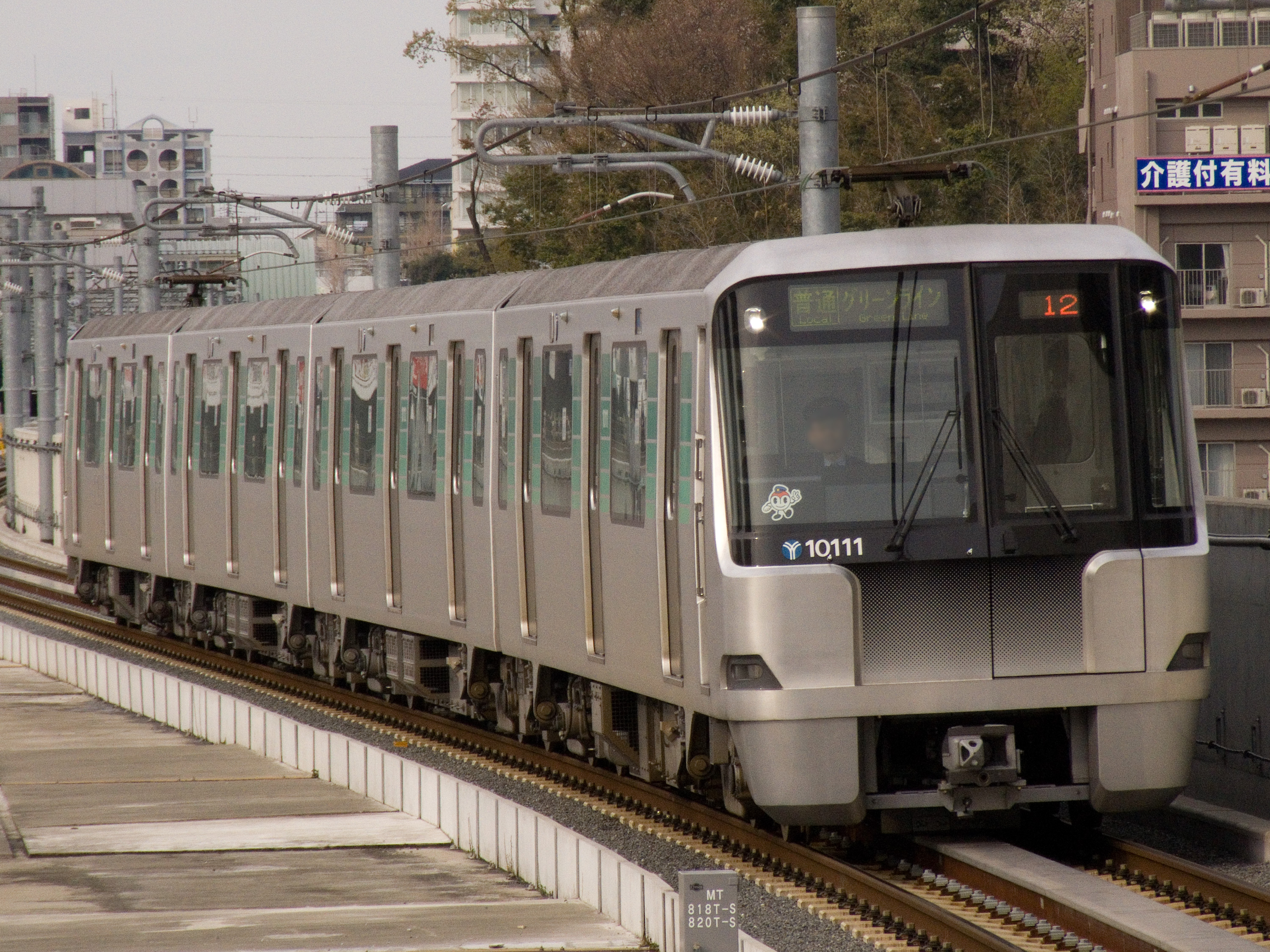
Eenzelfde nieuwe metrotrein en profil